# Drynia (Rozwady)
Drynia – część wsi Rozwady w Polsce, położona w województwie mazowieckim, w powiecie przysuskim, w gminie Gielniów.
W latach 1975–1998 Drynia administracyjnie należała do województwa radomskiego.
Wierni kościoła rzymskokatolickiego należą do parafii bł. Władysława z Gielniowa w Gielniowie.